# Etikettering
Etikettering og mærkning af produkter har to væsentlige funktioner: at viderebringe information og virksomhedsidentitet i form af logo og måske slogan.

## Historisk perspektiv

### Etiketten
Etiketten har gennemlevet en stor udvikling fra at være en simpel papiretiket til i dag at være en farvestrålende dekoration og endda informationsetiketter. Der er kommet flere funktioner som banderole og forsegling. Sidste skridt i udviklingen er RFID-etiketten, der har en microchip indlagt, hvortil man kan skrive og læse en mængde information.

### Etiketteringsmaskiner
For 30 år siden var de første maskiner til mærkning af produkter enkle i deres opbygning. De kunne kun påsætte en etiket. Senere fik etiketteringsmaskiner flere funktioner, hvor eksempelvis er mærkning med variable oplysninger, grafik og stregkoder var en dot-matrix nåleprinter. Senere kom thermo-printere, der kunne trykke på termofølsomt etiketmateriale. Thermo-printere, som overfører farven til papiret ved hjælp af varme, er i dag de mest anvendte. 

## Forskellige former for mærkning

### Direkte mærkning
Mærkning af produkter foregår ved, at produkterne kører på en transportør, hvor man dispenserer etiketten med samme hastighed som emnet. Løsningen bliver især anvendt inden for medicinalindustrien og fødevare- og konsumindustrien på fx små glas, små æsker, ampuller, plasticbeholdere, bægre, dåser, malerspande, dunke, flasker og batterier.

### Indirekte mærkning
Indirekte etikettering bruges, når etiketpåsætningsstedet ikke er direkte tilgængeligt. Det kan fx være, når emnet er i stilstand i etiketteringspositionen. Her kan man i stedet sætte etiketten på ved hjælp af en applikator. 

### Wrap around mærkning
På kugleformede og cylindriske produkter, hvor etiketten skal gå helt eller delvist rundt om produktet, anvendes wrap around etikettering. Emnet sættes i rotation og  etiketten sættes på, mens det roterer. 

## Særlige forhold
Er etiketten optimal til tykkelse og materialevalg?
Er etiketmaterialet egnet til print?
Er klæbestoffet korrekt valgt?
Passer klæbestoffet til overfladen?

Et produkts geometri er af stor betydning for en perfekt etikettering, og plane flader er optimale.
Flere faktorer kan øge risikoen for, at mærkningen af et produkt bliver unøjagtig: 
Hvis der er statisk elektricitet når produkt eller etikett er af plast. 
Hvis transparente etiketter har luftbobler, og klæbestoffet udvikler luftlommer på grund af en kemisk reaktion. 
.